# 크라쿠프 역사 지구

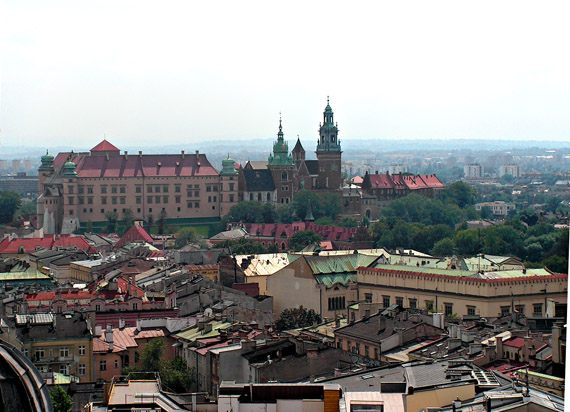
크라쿠프 역사 지구

크라쿠프 역사 지구(폴란드어: Stare Miasto w Krakowie)는 폴란드, 크라쿠프의 역사적 지역으로, 유럽 상업의 중심지 역할을 했었다. 세계유산 중 하나이다.